# Novin Gurung
Novin Gurung (sinh ngày 28 tháng 4 năm 1999) là một cầu thủ bóng đá người Ấn Độ thi đấu ở vị trí tiền vệ cho Shillong Lajong ở I-League.

## Sự nghiệp
Sinh ra ở Sikkim, Gurung bắt đầu sự nghiệp tại the Namchi Sports Hostel trước khi gia nhập Sports Academy of Sikkim. Sau đó anh gia nhập Shillong Lajong academy năm 2015. Anh được đẩy lên đội một trước khi I-League 2016–17 khởi tranh. Anh có màn ra mắt cho câu lạc bộ ngày 15 tháng 2 năm 2017 trước East Bengal. Anh vào sân từ ghế dự bị ở phút 82 thay cho Redeem Tlang và Shillong Lajong có kết quả hòa 1–1.

## Thống kê sự nghiệp
Tính đến 14 tháng 4 năm 2017
| Câu lạc bộ          | Mùa giải            | Giải vô địch        | Giải vô địch | Giải vô địch | Cúp Liên đoàn | Cúp Liên đoàn | Cúp Quốc gia | Cúp Quốc gia | Châu lục | Châu lục  | Tổng    | Tổng      |
| Câu lạc bộ          | Mùa giải            | Hạng đấu            | Số trận      | Bàn thắng    | Số trận       | Bàn thắng     | Số trận      | Bàn thắng    | Số trận  | Bàn thắng | Số trận | Bàn thắng |
| ------------------- | ------------------- | ------------------- | ------------ | ------------ | ------------- | ------------- | ------------ | ------------ | -------- | --------- | ------- | --------- |
| Shillong Lajong     | 2016–17             | I-League            | 1            | 0            | —             | —             | 0            | 0            | —        | —         | 1       | 0         |
| Tổng cộng sự nghiệp | Tổng cộng sự nghiệp | Tổng cộng sự nghiệp | 1            | 0            | 0             | 0             | 0            | 0            | 0        | 0         | 1       | 0         |